# Masters of the Universe (álbum)
Masters of the Universe es una compilación que une todos los sencillos lanzados por la agrupación británica Pulp bajo el sello Fire Records desde 1985 a 1987, con la excepción de "Silence" (que aparecía en el sencillo "Masters of the Universe"), que fue sacada a pedido de Jarvis Cocker.

## Lista de canciones
1. "Little Girl (With Blue Eyes)" – 3:28
2. "Simultaneous" – 4:09
3. "Blue Glow" – 3:06
4. "The Will to Power" – 3:25
5. "Dogs Are Everywhere" – 4:53
6. "The Mark of the Devil" – 4:36
7. "97 Lovers" – 4:30
8. "Aborigine" – 4:53
9. "Goodnight" – 5:08
10. "They Suffocate at Night" – 6:19
11. "Tunnel" – 8:13
12. "Master of the Universe" (versión censurada) – 3:23
13. "Manon" – 3:33

## Personal
- Jarvis Cocker - Voz, guitarra
- Russell Senior - Guitarra, violín, voz en "The Will to Power"
- Candida Doyle - Teclado, voz de fondo
- Peter Mansell - Bajo
- Magnus Doyle - Batería

## Censura
La versión censurada de "Masters of the Universe", reemplaza la palabra "masturbates" por "vegetates". La versión original puede ser encontrada en el álbum Freaks.